# Štajer
Štajer este o localitate din comuna Kostel, Slovenia, cu o populație de 5 locuitori.